# Camp de Bremen-Schutzenhof
 (octobre 2024).
Si vous disposez d'ouvrages ou d'articles de référence ou si vous connaissez des sites web de qualité traitant du thème abordé ici, merci de compléter l'article en donnant les références utiles à sa vérifiabilité et en les liant à la section « Notes et références ».
 (octobre 2024).
Le camp de Bremen-Schutzenhof est une unité de travail forcé dépendant du camp de concentration de Neuengamme et affectée à des entreprises de l'industrie navale de guerre allemande ainsi qu'au déblaiement des décombres sur le territoire de la ville de Brême..

## Création
En décembre 1944, 600 à 700 détenus (comprenant un contingent de 400 Juifs hongrois et des détenus politiques originaires de Belgique, France, Pologne et d’Union soviétique) venus du camp extérieur de Brême-Blumenthal sont transférés, en raison des risques que leur fait courir le trajet quotidien pour se rendre au travail, vers le camp de Brême-Schützenhof, situé entre le remblai du chemin de fer et la Bromberger Straße.
Le site, autrefois propriété d'une société de tir, avait tout d’abord servi de camp de rassemblement pour les Tziganes de Brême avant leur déportation vers l’Est. En 1942-1943, 250 déportés de la II. SS-Baubrigade y avaient été également hébergés. En octobre 1943, il est détruit par l’aviation américaine. Fin 1944, la Deschimag AG Weser déblaye le site pour permettre d'y établir un camp de concentration satellite de Neuengamme.
Les premiers détenus sont employés à la fabrication de pièces détachées de sous-marins et à la construction du bunker « Hornisse » dans la base navale de sous-marins.
À la fin de la guerre, le matériel venant à manquer et les  besoins en main-d’œuvre industrielle diminuant, une partie des détenus est employée au déblaiement des décombres sur le territoire de la ville de Brême.
Les privations et les mauvaises conditions de travail causent la mort de plus de 250 détenus.

## Évacuation
Le 25 mars 1945, le camp compte encore 582 détenus hommes. Entre le 7 et le 9 avril, les détenus sont transférés au Kommando Brême-Farge, devenu camp de rassemblement pour tous les détenus de la région de Brême. Les détenus qui le peuvent sont conduits à pied à Bremervörde, puis transportés en wagons à bestiaux à Neuengamme via Winsen-Luhe. D’autres arrivent, à pied ou en train, au camp de Sandbostel, près de Bremervörde. Les détenus juifs du camp de Blumenthal sont envoyés directement au camp de concentration de Bergen-Belsen.

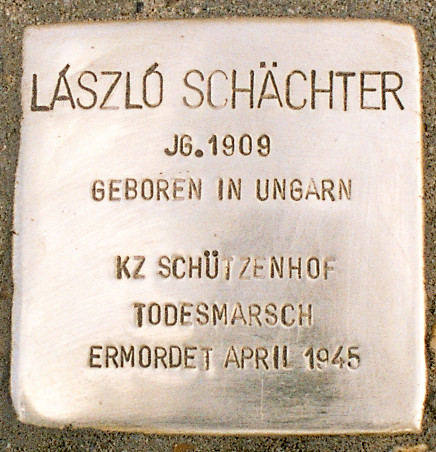
Plaque insérée dans le pavement en mémoire de László Schächter, victime de la marche de la mort à l'évacuation du camp.

## Mémorial
Depuis 2002, une plaque en acier listant les 267 victimes a été apposée sur le mur du camp. En 2004, une seconde plaque a été ajoutée portant l'inscription : « Cette plaque est en mémoire des victimes innocentes de la commune belge de Meensel-Kiezegem. Lors de deux rafles des SS, 61 des 900 habitants furent déportés au camp de concentration de Neuengamme les 1er et 11 août 1944. À l’A.G. Weser, 15 d’entre eux succombèrent à la folie guerrière des nazis ». Enfin, depuis 2006, à l‘entrée du bâtiment de la société de tir une petite plaque en laiton, incrustée dans le pavage du sol, (Stolperstein) rappelle le souvenir du détenu hongrois László Schächter, envoyé le 8 avril 1945 dans une marche de la mort conduisant à Bergen-Belsen, à laquelle il n’a pas survécu.